# Ludność Chorzowa

## LudnośćChorzowa
- 1871 - 19 536[1]
- 1880 - 27 522[1]
- 1890 - 36 502[1]
- 1900 - 57 919[1]
- 1905 - 66 969[1]
- 1910 - 72 600[1]
- 1931 - 80 734
- 1939 - 110 000[1]
- 1946 - 110 675[1] (spis powszechny)
- 1950 - 129 456[1] (spis powszechny)
- 1955 - 141 363
- 1960 - 147 037 (spis powszechny)
- 1961 - 149 800
- 1962 - 151 800
- 1963 - 153 200
- 1964 - 153 500
- 1965 - 153 721[1]
- 1966 - 154 100
- 1967 - 151 100
- 1968 - 150 900
- 1969 - 151 300
- 1970 - 151 946 (spis powszechny)
- 1971 - 152 012
- 1972 - 153 000
- 1973 - 154 400
- 1974 - 155 050
- 1975 - 156 347
- 1976 - 156 500
- 1977 - 156 580[1]
- 1978 - 150 200 (spis powszechny)
- 1979 - 149 900
- 1980 - 150 107
- 1981 - 149 649
- 1982 - 148 362
- 1983 - 145 139
- 1984 - 144 182
- 1985 - 141 991
- 1986 - 140 481
- 1987 - 138 244
- 1988 - 134 138 (spis powszechny)
- 1989 - 132 674
- 1990 - 131 902
- 1991 - 131 536
- 1992 - 128 832
- 1993 - 127 049
- 1994 - 126 489
- 1995 - 125 226
- 1996 - 123 608
- 1997 - 123 045
- 1998 - 121 708
- 1999 - 119 501
- 2000 - 118 708
- 2001 - 117 801
- 2002 - 116 519 (spis powszechny)
- 2003 - 115 844
- 2004 - 115 241
- 2005 - 114 686
- 2006 - 113 978
- 2007 - 113 678
- 2008 - 113 314
- 2009 - 113 007
- 2010 - 111 843
- 2011 - 111 536 (spis powszechny)
- 2012 - 111 168
- 2013 - 110 761
- 2014 - 110 337
- 2015 - 109 757
- 2016 - 109 398
- 2017 - 109 021

## Powierzchnia Chorzowa
- 1995 - 33,52 km²
- 1997 - 33,60 km²
- 2006 - 33,24 km²